# Janáček (kráter)
Janáček je impaktní kráter na planetě Merkur. Nachází se v oblasti nazvané Suisei Planitia. Jeho souřadnice činí 56,0° severní šířky a 153,8° západní délky. Má průměr 47 kilometrů a je pojmenovaný po českém hudebním skladateli Leoši Janáčkovi. Ve středu jeho plochého dna se nachází skupinka centrálních vrcholků. Jižně leží rozsáhlý kráter Shakespeare.
30. dubna 2015 nedaleko kráteru dopadla po vyčerpání paliva americká sonda MESSENGER.